# Нью-Йоркский кинофестиваль
Нью-Йоркский кинофестиваль (англ. New York Film Festival) был основан в 1963 году по инициативе Киносообщества центра Линкольна киноведами Ричардом Роуд и Амосом Вогелем.
Первый фестиваль открылся 10 сентября 1963 года показом картины Луиса Бунюэля «Ангел-истребитель». С тех пор он проводится ежегодно осенью (сентябрь-октябрь).
Для участия в фестивале фильмы отбираются специальным отборочным комитетом.
Фестиваль не имеет конкурсной программы и не присуждает каких-либо премий. Единственное поощрение: фильм, открывающий фестиваль, центральный фильм и фильм на закрытие фестиваля. Условием доступа на фестиваль является его премьерный статус в Нью-Йорке.
В программе кинофестиваля крайне редко бывают представлены работы российских режиссёров. В 2010 году фильм Алексея Федорченко «Овсянки» был в программе 48-го фестиваля.